# Ellrich
Ellrich est une ville allemande dans le Land de Thuringe, située à la lisière sud du Harz et à 13 kilomètres au nord-ouest de Nordhausen. Elle est mentionnée pour la première fois dans un document en 874 et a reçu le droit de ville en 1286. Depuis le 30 mars 1994, elle forme une seule commune avec les localités de Rothesütte, Sülzhayn, Appenrode, Werna, Woffleben, Cleysingen et Gudersleben.
Pendant les pogroms de novembre 1938, la synagogue de la communauté juive de la Judengasse fut incendiée ; la plupart des juifs furent déportés et assassinés. Depuis 1988, sur le mur du cimetière, une plaque commémorative (remplacée en 1994) rappelle leur souvenir.
Au temps du nazisme, également, il s'y trouvait deux sous-camps dépendant du camp de concentration de Dora-Mittelbau distant de 20 kilomètres : Ellrich-Bürgergarten et Ellrich-Juliushütte. Le second avec ses 8 000 détenus était le plus grand et le plus redouté des prisonniers pour ses conditions affreuses d'existence.

## Le camp de concentration d’Ellrich
En mars 1944 Hans Kammler est chargé d'enterrer l'industrie aéronautique pour la protéger des attaques aériennes. Il crée le Sonderstab Kammler et vient s'établir à Bischofferode, au pied du Himmelberg. Les nazis font alors venir des détenus sur place pour amorcer les chantiers. Ils vont creuser les souterrains du B3, B11, B12 et réaliser les infrastructures extérieures B13 ; la main d'œuvre vient du camp de concentration de Buchenwald. Il n'y a pas assez de place pour tous à Dora. Il faut créer alors de nouveaux camps, l'un sera établi à Harzungen l'autre à Ellrich à côté de la gare.
Le site comporte une partie à peu près plate sur laquelle se trouvaient les bâtiments occupés par les détenus et par les SS. Le camp des détenus est situé à Ellrich, les SS sont dans le hameau de Juliusshütte. Le camp est organisé autour d'une vieille usine à plâtre désaffectée. Dans la partie occidentale du camp au pied de la colline se trouve une sorte de marais. Le dernier bâtiment édifié dans le camp d'Ellrich est le crématoire installé sur la colline. Il ne fonctionnera qu'en mars 1945.
L'effectif fin mai 1944 est de 1 696 personnes, il passe à 2 880 en juin. Du fait de transfert de Dora et de Harzungen et de l'arrivée à Buchenwald de nombreux convois provenant de France et de Belgique, l'effectif passe à 4 104 en juillet 6 187 en août et 8 189 fin septembre 1944. Fin janvier 1945 l'effectif sera de 6 571 pour fin mars comptabilisé à nouveau à plus de 8 000 détenus.

### Les enfants du camp d'Ellrich
Jean-Pierre Couture témoigne : « Au block 5 le rez-de-chaussée du block 6 tous les soirs une vingtaine d'enfants se regroupaient dans un angle de la grande salle. Les détenus adultes s'interdisaient d'envahir cet espace… Là dormaient des petits juifs hongrois de 11 à 15 ans environ. Ces enfants travaillaient comme les adultes. Vers mi-juillet 1944, environ 200 enfants juifs hongrois travaillent dans le marais, ils sont morts en trois jours. »
À la fin février 1945 la situation devient critique dans le camp, la fabrique de pain ayant été bombardée. De plus la plupart des hommes sont vêtus de haillons. Les nazis décident de mettre tous les malades nus et de donner leurs vêtements aux « travailleurs ». Ils décident également d'organiser un transport d'évacuation du camp. Ainsi 1 602 détenus de toutes nationalités aboutissent-ils à la Boelcke-Kaserne (en). Le 6 mars 1 184 de ces détenus repartent. Ils disparaissent ; la destination de ce convoi est encore inconnue.
La mortalité dans le camp est difficile à déterminer. Jusqu'à la mise en fonctionnement du crématoire, les morts repartaient à Dora pour y être incinérés.
Le lieu fut connu dans toute l'Allemagne quand, après la Seconde Guerre mondiale, on aménagea entre Ellrich et Walkenried l'un des plus importants passages par chemin de fer entre les zones d'occupation britannique et soviétique. Ce passage a existé jusqu'à la fin de la RDA.

### Mémorial du camp
En 2005 les anciens déportés belges financèrent un monument pour rappeler la mémoire de ce camp. En avril 2010, grâce aux dons versés à la Fondation pour la Mémoire de la Déportation a eu lieu l'inauguration d'une signalisation de ce lieu.